# Black Ox Orkestar
Das Black Ox Orkestar ist ein Quartett aus Montreal, das europäische jüdische Folklore-Musik spielt. Gegründet wurde es 2000.

## Stil
In ihrem Selbstverständnis machen die Musiker „Neue jüdische Musik“ mit einer nostalgischen Note.
Sie versuchen, die typischen Instrumente der jüdischen Folk-Balladen zu nutzen. Für diese schreiben sie neue, politische Texte in jiddischer Sprache und bedienen sich frei an Aufnahmen der jiddischen und nichtjiddischen traditionellen Musik. Dazu zählen Musikeinflüsse aus dem Balkan, Zentralasien, Osteuropa und aus dem arabischen Raum.

## Besetzung
Thierry Amar ist ein Mitglied von Godspeed You! Black Emperor und A Silver Mt. Zion. Er ist auf zahlreichen Aufnahmen und Live-Musical Projekten in Montreal vertreten, wird immer berühmter in der Jazz und Improvisations Szene, und im Moment studiert er mit Jacques Beaudoin beim Montreal Symphony Orchestra. Er gründete das Aufnahmestudio Hotel2Tango, wo er als Tontechniker arbeitet.
Scott Levine Gilmore studiert jiddische Literatur auf der McGill University in Montreal. Er spielt momentan bei A Silver Mt. Zion und Friends of Cush (mit dem Komponisten Sam Shalabi). Gründer des Musical Projektes Luftmentsch Fareyn (mit Josh Dolgin). Er war Gründungsmitglied des Le Petit Theatre de líAbsolu, ein Puppentheater für Kinder das im Herbst 2003 eine Tour durch Israel und Westjordanland machte.
Gabriel Levine spielte in Bands wie Sackville, Friends of Cush (mit Sam Shalabi) und in Wild Lawns. Er arbeitet in Vermont für das Bread and Puppet Theater und ist auch Gründer des Le Petit Theatre de l'Absolu.
Jessica Moss spielt ihr Instrument schon, seitdem sie fünf Jahre alt ist. Sie brach ihre klassischen Proben schon sehr früh ab um andere Eindrücke und Genres zu suchen. Sie hat in vielen Bands und Projekten in Montreal mitgespielt und war schon unzählige Male Gastspielerin in Bands aus Montreal und Toronto. Sie spielt auch bei A Silver Mt. Zion mit, ist Mitglied bei der Broken Social Scene und macht Filmmusik.

## Diskografie
Alben
- 2004: Ver Tanzt? (Constellation Records)
- 2006: Nisht Azoy (Constellation Records)
- 2022: Everything Returns (Constellation Records)